# 鈴木雅子 (タレント)
鈴木 雅子（すずき まさこ）は、日本のタレント、モデル、実業家。
東京都目黒区出身。広尾学園中学校、広尾学園高等学校卒業。
早稲田大学大学院ファイナンス研究科でMBAを取得。第11回ミス パラオグランプリ受賞。日本・パラオ国際親善大使プリンセスに選ばれる。

## 人物・経歴
- 特技は 短距離走神奈川区大会、港区大会で優勝している[2]。
- 2008年、一般財団法人南洋交流協会主催の『ミス パラオ』に選出される。
- 2008年、2010年 三愛水着キャンペーンガールショーに出場。
- 2012年、早稲田大学大学院在学中に起業。動画配信サイトSMC5分で英会話を立ち上げる。また、保険代理店、投資事業、貿易事業と幅広い。
- 2014年恐喝容疑で逮捕[3]。

## 出演作品

### 受賞歴
- 第11回ミス パラオグランプリ（2008年）
- ViVi読者モデルオーディショングランプリ（2011年）
- スマホマガジンMiRuオーディション グランプリ（2014年）

### ランウェイ・ショーモデル
- 三愛水着ショー （2008年、2010年）[4]
- 日産自動車80周年 ファッションショー・パレード（2013年）[5]
- 浦安ブライトンホテル東京ベイ ブライダルモデル （2014年）
- 109ブランド  Marblee ファッションショー（2015年）
- 109ブランド  XOXO ファッションショー（2015年）
- BLUE TOKYO FESTIVAL winter2015 Zeppダイバーシティー（2015年）
- 東京ボーイズコレクション Tokyo Fashion Collection赤坂BLITZ（2016年）

### 映画
- C173（2007年、関渉監督） -えりこ（主人公） 役  ※第10回IMFインディーズムービー・フェスティバル準入賞[6]

### ラジオ
- SBSラジオ細川茂樹 SBSで行こう!〜Shigeki Break Saturday〜（2012年、静岡放送）

### 雑誌
- Seventeen
- ViVi
- 週刊プレイボーイ
- 日刊ゲンダイ

## = DVD
- 美少女監禁区2（2005年）
- 映画 C173（2007年）
- 美人FP～もてる男のお金の使い方～（2010年）

### WEB
- classical EIfe
- DMM
- ニコニコ生放送

### PV
- elite fasion academy（2016年）

### CM
- Meiji
- Asahi Beer（Cambodia）（2016年）
- SAYURI(Vietnam)（2016年）

### レースクイーン
- Kawasaki Racing（2015年）

### ラウンドガール
- BLAZE （2016年）

### TV
- TOKYO　MXテレビドラマ~えにしの記憶~（2017年）
- 千葉テレビ　ドラマ~Kayo絆トレンディ~（2017年）